# ヴィクトル・リツキー
ヴィクトル・ボリソヴィチ・リツキー (ロシア語: Виктор Борисович Лидский；ラテン文字転写例:Victor Borisovich Lidskii, 1924年5月4日オデッサ – 2008年7月29日モスクワ)はソ連 およびウクライナの 数学者。

## 経歴
1924年、オデッサで生まれた。モスクワ国立大学でイズライル・ゲルファントに師事。スペクトル理論、 オペレーター理論、シェル理論を研究。1959年にリツキー定理を発見した。

## 家族・親族
- 息子：ミハイル・リツキーはピアニスト。グネーシン音楽大学教員。